# Bengalische Renaissance
Bengalische Renaissance bezeichnet den Beginn des Übergangs Bengalens zu einer modernen Gesellschaft. Meist wird der Beginn in das 19. Jahrhundert gelegt, einer Phase des kulturellen, sozialen, religiösen, intellektuellen und politischen Wandels. Zentrum der Bewegung war Kolkata.
Vergleichbar mit der Zeit der europäischen Renaissance kam es zu einer Neuinterpretation von klassischen Texten (Veden, Upanishaden) im Sinne einer auf das autonome, mit Vernunft begabte Subjekt ausgerichteten Philosophie. Mit der Gründung moderner Bildungseinrichtungen und der Einführung neuer, überwiegend der westlichen Kultur entnommenen Bildungsinhalte sowie mit den neuen ökonomischen Möglichkeiten durch die Kooperation mit der britischen Ostindien-Kompanie und später der britischen Kolonialverwaltung entstand eine neue, zumeist aus den oberen Kasten bestehende Gesellschaftsschicht, die bhadralok, sowie die studentische Bewegung Young Bengal. Diese Schicht stellte das geistige Monopol der traditionellen Elite sowie soziale und religiöse Traditionen in Frage. Sie bemühte sich um die Etablierung einer bürgerlichen Öffentlichkeit (Schulen, Bibliotheken, Vereine), einer modernen Wirtschaft (Handel, Industrie, Banken) und um soziale und religiöse Reformen (Frauenrechte). Die bengalische Sprache und Literatur erlebte einen Aufschwung. Mit der zunehmenden Urbanisierung und Industrialisierung veränderte sich die Arbeitswelt und moderne Konzepte von Zeit und Disziplin wurden verankert.
Im Unterschied zur Renaissance in Europa fanden diese Formierungsprozesse einer modernen Gesellschaft in Bengalen unter kolonialen Bedingungen statt. Dies bedeutete vor allem, dass Bengalen und zunehmend ganz Indien in die damalige kapitalistische Weltwirtschaft als Rohstofflieferant und Absatzmarkt integriert und die Entstehung eines einheimischen Unternehmertums seitens der Kolonialmacht behindert wurde. Die entstandene Mittelschicht war überwiegend westlich gebildet und orientiert sowie in ihrer Existenz von den Kolonialstrukturen abhängig. Verschiedene Maßnahmen der Kolonialregierung (Stärkung der Aristokratie, Verfestigung der Kastenstrukturen, Festschreibung patriarchalischer Verhältnisse) förderten eine Traditionalisierung der Gesellschaft.
Im letzten Drittel des 19. Jahrhunderts verblassten die vagen Hoffnungen der gebildeten Elite auf sozialen Fortschritt in Kooperation mit der Kolonialmacht und die Renaissance verbindet sich, ähnlich wie im Risorgimento in Italien, mit der Idee eines nationalen Erwachens und dem Ruf nach einer Nationalkultur.
Kritiker bemängeln, dass die Bengalische Renaissance auf eine elitäre Minderheit beschränkt gewesen sei und der Großteil der bengalischen Bevölkerung von dieser Phase des Wandels unberührt blieb. Auch der Vorwurf, die Bengalische Renaissance sei eine bloße Nachahmung westlicher Ideen, wird zuweilen erhoben. Zeitgenossen sprachen eher von einer Zeit des Erwachens, doch nach 1880 bürgerte sich der Begriff Bengalische Renaissance ein. Trotz aller Schwächen, die sich zum Teil auch im europäischen Pendant finden, kann man die Bengalische Renaissance als eine kraftvolle indigene Bewegung sehen, in der eine Reihe von Gruppierungen und Persönlichkeiten wirkten, die die bengalische und darüber hinaus indische Gesellschaft und Kultur verändert haben.

## Einige führende Persönlichkeiten und Gruppierungen
- Ram Mohan Roy (1772–1833)
- Brahmo Samaj
- Henry Louis Vivian Derozio (1809–1831)
- Debendranath Tagore (1817–1905)
- Ishwarchandra Vidyasagar (1820–1891)
- Bankim Chandra Chattopadhyay (1838–1894)
- Jagadish Chandra Bose (1858–1937)
- Rabindranath Tagore (1861–1941)
- Vivekananda (1863–1902)
- Sharat Chandra Chattopadhyay (1876–1938)